# Janine Grenet
Pour les articles homonymes, voir Grenet.
Janine Grenet est une actrice et chanteuse française.

## Discographie
- 1959 : super 45 tours Comment voulez-vous chez Columbia comportant 4 chansons :

1. Comment voulez-vous ? (du film Les Quatre Cents Coups)
2. Bonjour, mon petit oiseau
3. Si je dois payer de la vie
4. Ma joie (The Heart of a Man)

La photo de Janine Grenet qui illustre la pochette du disque Comment voulez-vous est du photographe Lucien Lorelle, un des fondateurs du Groupe des XV.
- ? : super 45 tours Qui peut me dire ? chez Columbia ESRF 1320 comportant 4 chansons :

1. Qui peut me dire (du film "Les Misfits")
2. Pour que j'y pense après
3. Geisha
4. Rue de mes vingt ans

## Filmographie
- 1954 : Minuit... Champs-Élysées de Roger Blanc : Micheline Gilbert
- 1955 : Si Paris nous était conté de Sacha Guitry : Marguerite de Valois